# Deliveroo
Deliveroo ist ein britischer Online-Lieferdienst, der seine Kunden mit Gerichten aus verschiedenen Partner-Restaurants beliefert. Gegründet wurde er 2013 von Will Shu und Greg Orlowski in London. Das Unternehmen operiert mittlerweile auch in den Niederlanden, Frankreich, Belgien, Irland, Spanien, Italien, Australien, Singapur, Dubai und Hongkong. Das Unternehmen ist im Bereich der Gig Economy tätig, in dem es kleine Aufträge an Fahrer vergibt, die formal als Freiberufler oder geringfügig Beschäftigte tätig sind. Die Geschäftstätigkeit in Deutschland wurde Anfang August 2019 eingestellt.

## Mitarbeiter

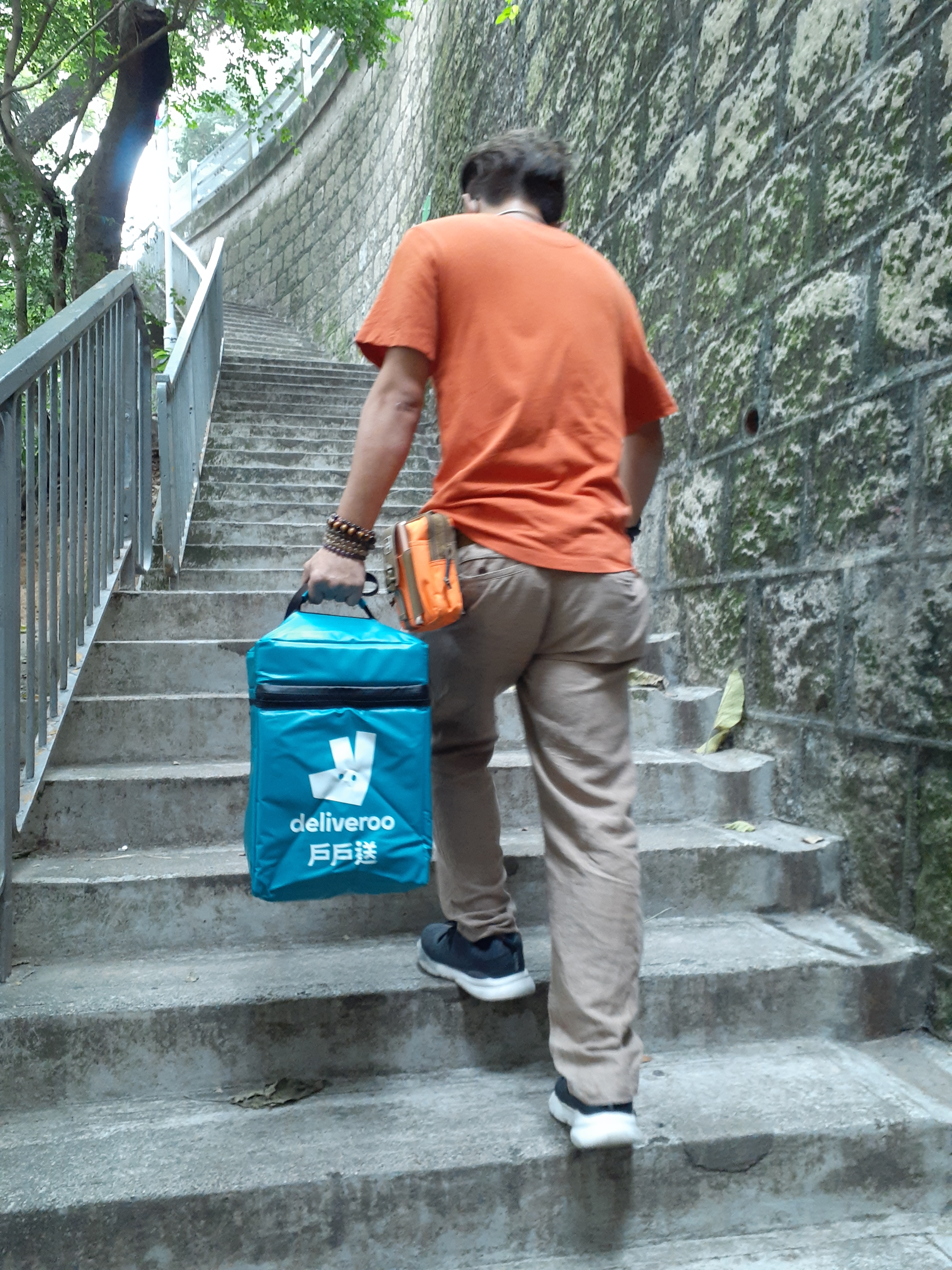
Deliveroo-Kurier in Hongkong

Die Fahrer bei Deliveroo sind nicht angestellt, sondern werden, ebenso wie bei den Konkurrenten, als selbständige Kleingewerbetreibende eingesetzt.
Einige werfen dem Unternehmen daher die Beschäftigung von Scheinselbständigen vor. Der Tagesspiegel schrieb über die Mitarbeiter, Streik sei für Selbständige nicht vorgesehen, und es gebe kaum Möglichkeiten zur effektiven Beschwerde.
Im Sommer 2016 führte Deliveroo im Vereinigten Königreich ein neues Vergütungssystem für seine Fahrer ein, was zu einem sechstägigen Protest der Fahrer führte. In den neuen Verträgen sollen nur Essens-Kuriere eine Konzession erhalten, die bereit sind, in neue Liefergebiete zu fahren.
Im Vereinigten Königreich erhielten die selbständig arbeitenden Fahrer einen Grundlohn von 7 Pfund pro Stunde, zusätzlich 1 Pfund für jede Lieferung. Nach dem neuen System sollen nur noch die Lieferungen mit 3,75 Pfund vergütet werden. Das Department for Business, Energy and Industrial Strategy schaltete sich in den Konflikt ein und forderte, dass Fahrer den „national living wage“ von 7,20 Pfund pro Stunde verdienen müssten.
In Deutschland wurde versucht, die Bildung eines Betriebsrats zu verhindern.
Am 23. Juli 2019 entschied ein Madrider Gericht, dass das Unternehmen 523 gekündigte Beschäftigte wieder einstellen muss. Es stellte in der Urteilsbegründung fest, dass die Betroffenen rechtlich als Arbeitnehmer und damit nicht als Selbständige zu betrachten sind. Damit ging die Forderung an den Konzern einher, Sozialversicherungsbeiträge in Höhe von 1,2 Millionen Euro nachzuzahlen.

## Aufgabe des Deutschlandgeschäfts
Am 12. August 2019 teilte Deliveroo in einer Mail an registrierte Kunden mit, zum 16. August 2019 den Betrieb in Deutschland einzustellen. Begründet wird dies mit der Erschließung lukrativerer Märkte in anderen Ländern. Bereits im August 2018 hatte das Unternehmen die Belieferung kleinerer Orte in Deutschland zugunsten der Metropolen Berlin, München, Köln, Hamburg und Frankfurt eingestellt und arbeitete dort mit über 1000 Fahrern und 2500 Restaurants zusammen. Ein Jahr später erfolgte dann der Rückzug aus Deutschland, um nach eigenen Angaben „das Wachstum und die Expansion in den anderen europäischen Märkten sowie der Asien-Pazifik-Region zu beschleunigen“.

## Investoren
2019 hat sich Amazon in einer Finanzierungsrunde an Deliveroo beteiligt und die eigenen Lieferdienste Amazon Restaurant und Daily Dish eingestellt.
Im März 2021 erklärten sechs große britische Investmentfirmen, keine Deliveroo-Aktien in ihre Depots aufzunehmen. Sie würden angesichts der Arbeitsbedingungen der Fahrer und mangelndem Unternehmenseinfluss keine Investitionen in die Firma tätigen. Als Hauptgrund nannten diese Investoren neben den beschränkten Stimmrechten für Neuaktionäre ihre Befürchtung, dass sich die aus Unternehmenssicht günstigen Arbeitsbedingungen der Fahrer nicht mehr lange aufrechterhalten lassen und somit einen Risikofaktor für die künftige Profitabilität darstellen.
Am 31. März 2021, dem ersten Tag der Kapitalisierung an der Londoner Börse, fiel die Aktie um ein Viertel und stellte nach Aussagen von Bankern den „schlechtesten Börsengang der Londoner Geschichte“ dar. Beim Börsengang reduzierte Amazon seine Beteiligung von 15,8 auf 11,5 %. Der CEO Will Shu hielt nach der erfolgten Listung 57,5 % der Stimmrechte.
Am 9. August 2021 gab der Konkurrent Delivery Hero bekannt, 5,09 % an Deliveroo erworben zu haben.